# Тимпалка
Тимпа́лка (рос. Тымпалка) — невелика річка, що тече територією Ярського району Удмуртії, Росія, ліва притока Сади.
Бере початок на Красногорській височині, в селі Новий Путь. Протікає на північний схід, впадає до Сади в селі Тимпал. Верхня течія пересихає. Має декілька дрібних приток.
На річці розташовані села Новий Путь, Тюрики та Юр.